# Mount Nagata
Mount Nagata är ett berg i Antarktis. Det ligger i Östantarktis. Nya Zeeland gör anspråk på området. Toppen på Mount Nagata är 2 140 meter över havet, eller 756 meter över den omgivande terrängen. Bredden vid basen är 8,0 km.
Terrängen runt Mount Nagata är bergig åt nordväst, men åt sydost är den kuperad. Trakten är obefolkad. Det finns inga samhällen i närheten.